# IPod
iPod (транскрипция: айпод) е преносим мултимедиен плейър, произвеждан и продаван от Apple Inc. Първото поколение iPod е обявено от Apple на 23 октомври 2001 г. и пуснато в продажба на 10 ноември 2001 г. Към 2020 г. единственият iPod, който е в продажба, е iPod Touch.
Устройството се свързва с операционните системи macOS и Microsoft Windows чрез USB, а управлението на музиката се осъществява посредством програмата iTunes. Възможно е използването на алтернативни програми с отворен код за управление на съдържанието. Чрез iTunes и другите програми може да се прехвърлят музика, филми, видео, игри, информация и настройки на пощата.
Освен като мултимедийно устройство, iPod поддържа режим на традиционен носител на данни, но качените файлове не са достъпни през интерфейса на устройството. Плейърът се захранва от батерия с възможност за многократно презареждане. Максималната издръжливост на батерията е на iPod Classsic 160 GB (6G). Тя възпроизвежда до 40 часа музика и 7 часа видеосъдържание.

## История
Пуснат е на пазара през 2001 г. като музикален плейър с твърд диск с капацитет 5 GB, съвместим само със системи macOS. Пет поколения по-късно iPod може да възпроизвежда песни, филми и снимки, съхранявани на диск с капацитет до 160 GB.

## Модели
iPod се продава в 4 модела. Всеки от тях е различен по големина и спецификации.
- iPod Shuffle – Традиционно iPod Shuffle e най-миниатюрният модел сред продуктовата гама iPod. Той също е и единственият без дисплей. Размерите му са 45х17х7 mm и тежи 10,7 g. iPod-ът е с капацитет 4 GB и се управлява от превключвател на самия iPod, който позволява изключването на устройството, пускането му в режим Play in order (в който iPod-ът пуска песните една след друга) или режим Shuffle (в който песните се изпълняват разбъркано). На кабела на слушалките Apple са вмъкнали още един контролер, който позволява управлението на останалите функции. Вградената технология VoiceOver позволява гласов анонс на името на просвирваната песен и нейния изпълнител. Още едно удобство е малката щипка на гърба на iPod-a, чрез която плейърът може да се защипе и носи на дрехите, което го превръща в моден аксесоар.
- iPod Nano – Шестото поколение Nano е с дисплей, който реагира на допир. Предлага се в седем цвята (бял, розов, зелен, оранжев, син, червен и сребрист). Червеният iPod (red) може да бъде закупен от Apple Store и част от парите, които платите за него, се даряват за борбата със СПИН в Африка. iPod nano е с квадратна форма и понастоящем не може да възпроизвежда видео. Подобно на iPod Shuffle, Nano може да бъде закачен и носен на дрехи.
- iPod Classic – iPod Classic е с капацитет от 160 GB. Предлага се в два цвята – бял и черен. Задната част на устройството е хромирана. Той е с размери 103х61х10 mm и тежи едва 140 g.
- iPod Touch – iPod Touch заимства много от чертите на iPhone и притежава почти всички функции на телефона (с изключение на комуникация), без да е такъв. Устройството е с размери 111x58,9x7,2 mm, тежи 101 g, притежава 3,5-инчов (88,9 mm) Multi-Touch LCD дисплей и само 3 бутона – Home бутон, Rocker switch (за звука) и Sleep/Wake бутон.

На 15 октомври 2012 г. Apple обявява iPod Touch от 5-о поколение с 4-инчов (100 mm) дисплей и разделителна способност 1136x640 пиксела, размери 123,4х58,6х6,1 mm и тегло 88 g. iPod Touch се предлага в три варианта – с 8, 32 и 64 GB капацитет. Освен музика, филми, подкастове и снимки, iPod Touch поддържа приложения (Apps) за iOS. Популярността му сред по-младите потребители и удобството като портативно устройство за игри го прави сериозна платформа за развлечение.
При онлайн закупуване на iPod всеки купувач може да избере надпис за гърба на своя iPod, който се гравира безплатно чрез лазер.